# Warnes
För andra betydelser, se Warnes (olika betydelser).
Warnes är en stad i Bolivia och är huvudstaden i provinsen Ignacio Warnes, som ligger i departementet Santa Cruz. Staden ligger ungefär 30 kilometer norr om staden Santa Cruz de la Sierra och på en altitud om cirka 300 meter över havet. År 2005 bodde ungefär 47 400 personer i staden. Staden ingår i Santa Cruz de la Sierras storstadsområde som totalt har över 1 700 000 invånare. Det bolivianska fotbollslaget Sport Boys kommer från staden.